# Уимблдон (футбольный клуб, 2002)
«Уимблдо́н» (англ. AFC Wimbledon) — английский профессиональный футбольный клуб из Мертона, Лондон.
Выступает в Лиге 1, третьем по значимости дивизионе в системе футбольных лиг Англии.
В 2002 году болельщики «Уимблдона», не согласные с переездом, сформировали в Южном Лондоне клуб «АФК Уимблдон», который считают продолжателем «Уимблдона», приняв все атрибуты старого клуба (название, сине-жёлтые цвета, эмблему с двуглавым орлом). Новые владельцы «Уимблдона», переместив клуб в другой город Милтон Кинс, который находится в 80 км от Лондона, сменили название на «Милтон-Кинс Донс».
«МК Донс» позиционирует себя как новый клуб, сменив кроме названия и города, ещё цвета и эмблему, на неимеющие ничего общего с «Уимблдоном». Знаковое событие произошло в 2007 году, когда президент «МК Донс» Питер Винкельман вернул муниципальному округу Мертон, где был основан «Уимблдон», трофеи, завоёванные клубом, в том числе и знаменитый Кубок Англии 1988-го.
Возрождённый «Уимблдон», начав с самого подвала футбольной пирамиды — 9-го дивизиона в английской иерархии, прошёл за эти годы путь до Футбольной лиги. За 14 лет клуб смог подняться до уровня Лиги 1. В 2012—2014 годах команда трижды сходилась с «Милтон-Кинс Донс» в розыгрышах кубковых турниров, и с сезона 2016/17 «Уимблдон» и «Милтон Кинс Донс» выступают в одном дивизионе.

## История

### Формирование
Клуб сформировали болельщики «Уимблдона», ведомые Крисом Стюартом, в июне 2002 года. За несколько дней до этого Английская Футбольная Ассоциация позволила новому руководству «Уимблдона» перевезти клуб на 90 км к северу, в новый город Милтон Кинс.
Расстояние было беспрецедентным в английском футболе, таким образом клуб разорвал все связи с районом Уимблдон в Южном Лондоне. Переезд окончательно произошёл в 2003 году, а вскоре после этого новое руководство клуба во главе с Питером Винкельманом сменило название на «Милтон Кинс Донс», также полностью поменяв эмблему и цвета.
В июне 2002 года в короткие сроки был сформирован состав «АФК Уимблдона» из свободных на тот момент игроков. «АФК Уимблдон» собрал на первый свой матч аудиторию в размере 4 567 фанов — это был товарищеский матч против «Саттон Юнайтед» 10 июля.
Президентом клуба в данный момент является Дикки Гай — знаменитый вратарь «Уимблдона» 1960-70-х годов.

### Путь наверх

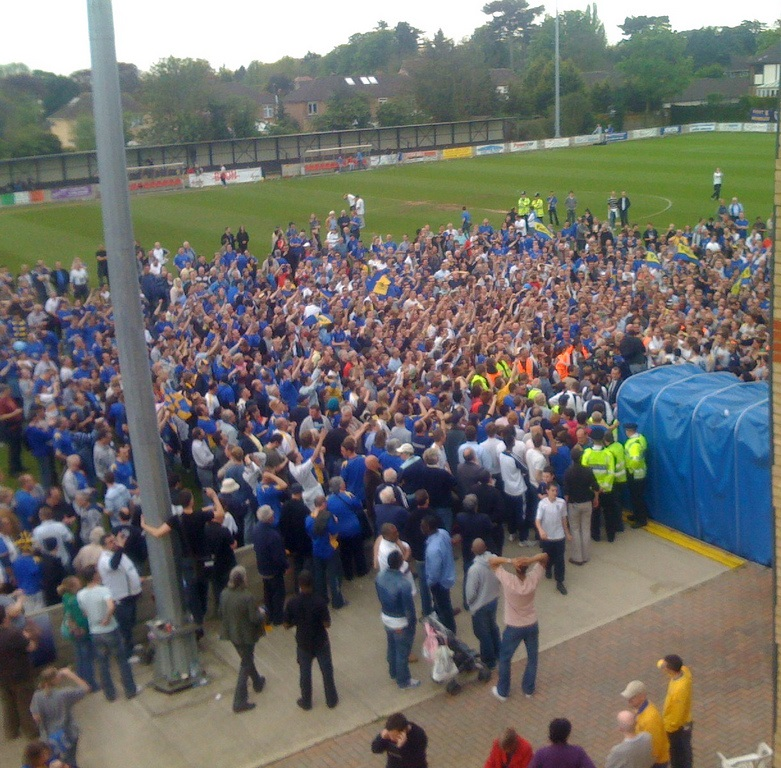
Игроки и фанаты «АФК Уимблдон» празднуют выход в Южную Конференцию в 2008 году.

Возрождённому «Уимблдону» пришлось заново начинать свой путь из 9-го дивизиона Английской футбольной пирамиды. Тренером был назначен Терри Ирнс. «АФК Уимблдон» стартовал плохо, но затем выиграл последние 11 матчей в чемпионате 2002/03, финишировав третьим, однако этого совсем чуть-чуть не хватило для выхода в следующий дивизион. Средняя посещаемость составляла 3000 человек. В сезоне 2003/04 «АФК Уимблдон» выиграл 21 игру подряд на старте, установив новый всеанглийский рекорд из 32 победных матчей (включая прошлый сезон). Таким образом, клубу удалось выйти в первый дивизион Истминской Лиги (8-й дивизион Англии), прибавив к победе выигрыш кубка Premier Challenge Cup.
Под руководством нового тренера Дэйва Андерсона, «АФК Уимблдон» продолжил демонстрировать отличную форму и в следующем году, вновь совершив повышение в классе, также впервые приняв участие в Кубке Англии, достигнув третьего квалификационного раунда. Победа в Surrey Senior Cup позволила сделать второй дубль подряд. В течение этого сезона «Уимблдон» побил ещё один рекорд Англии, в виде серии из 78 беспроигрышных матчей в чемпионате (с 22 февраля 2003 по 4 декабря 2004).
Сезон 2005/06 оказался более тяжёлым, чем предыдущие, и «АФК Уимблдон» с трудом пробившись в плей-офф 7-го дивизиона, проиграл там «Фишер Атлетик» со счётом 0:1. «Донс» опять вышли в финал Surrey Senior Cup, но потерпели поражение от соседей из клуба «Кингстониан».
Следующий год стал повторением прошлого — «Уимблдон» вновь оступился в плей-офф.
После этого Дэйв Андерсон был уволен и назначен Терри Браун, под руководством которого клубу удалось наконец преодолеть барьер 7-го дивизиона и выйти в Южную Конференцию, где «АФК Уимблдон» задержался всего на год, совершив очередное повышение в классе и добравшись до Национальной Конференции (5 дивизион), которая является последней ступенью перед Футбольной Лигой.
Вопреки некоторым опасениям, «Уимблдон» уверено почувствовал себя на этом уровне. Начав сезон в середине таблицы, Донс зимой даже оказались в пятёрке и всерьёз претендовали на выход в плей-офф (со 2-го по 5-е место), но концовку сезона провели в худших традициях «Уимблдона» последних лет в премьер-лиге, опустившись в итоге на 8-е место. Также «Уимблдон» пробился в финал London Senior Cup, но уступил там «полицейским» из клуба «Метрополитен Полис».
В 2011 году «Донс» добились своей главной цели и вышли в профессиональную Футбольную Лигу. По итогам сезона «Уимблдон» занял второе место в таблице и получил право выступать в плей-офф. В полуфинале был разгромлен «Флитвуд Таун» (2:0 на выезде и 6:1 дома), а в решающем матче на стадионе «Сити оф Манчестер» в серии пенальти «Уомблс» обыграли «Лутон Таун» — 0:0 после основного и дополнительного времени и 4:3 по пенальти. Таким образом, за 9 лет клуб добился впечатляющего прогресса — пройдя путь от Комбинированной Лиги Графств (9 уровень Системы футбольных лиг) до Второй Лиги (4 уровень). Тренер Терри Браун совершил за время своей работы в «Донс» три блестящих «промоушена» и теперь встал для болельщиков клуба в один ряд с такими легендами прошлых лет, как Лиз Хенли, Аллен Батсфорд, Дэйв Бассет, Джо Киннейр.

### Снова в Лиге
Дебютный сезон 2011/12 в лиге в новейшей истории «Уимблдона» выдался непростым: команду бросало то в жар, то в холод. Старт получился сверхудачным (23 очка в 12 играх), однако затем произошли неприятности в семье Терри Брауна (серьёзно заболела жена) и он некоторое время не мог руководить командой, а когда вернулся, то так и не смог наладить былую игру. «Донс» провели 12-матчевую беспобедную серию и опустились в нижнюю часть турнирной таблицы. Зимние трансферы позволили немного исправить ситуацию и концовку чемпионата «Уимблдон» отыграл более уверенно, завершив его на 16-м месте.
Подготовка к следующему сезону оказалась провалена: было видно, что Браун уже потерял управление командой. Как результат — крайне неудачный старт, где Донс" набрали лишь 4 очка в первых семи матчах. Браун был уволен 19 сентября после поражения дома от «Торки», однако фаны естественно устроили ему трогательные проводы. Некоторое время командой руководил тренер вратарей Саймон Басси, пока 10 октября 2012 руководство не объявило имя нового менеджера: им стал Нил Ардли, звезда «Уимблдона» 90-х годов. Ему удалось наладить игру, однако очки по-прежнему давались с большим трудом.
2 декабря состоялась встреча, которую, так или иначе, ждали 10 лет: в кубке Англии жребий свёл «АФК Уимблдон» и «МК Донс». На стадионе в Милтон Кейнсе 3200 фанов гостей полностью перекричали хозяев, а на поле «Уимблдон» выглядел, как минимум, не хуже, но спортивное везение оказалось на стороне «МК» — 1:2.
Однако дела в чемпионате были всё же важнее: «Донс» по-прежнему вели отчаянную борьбу за выживание. Дела пошли в гору с началом 2013 года: наконец-то команда начала регулярно выигрывать, а весной провела впечатляющую серию, набрав 17 очков в 9 матчах. В конце марта отрыв от зоны вылета составлял 6 очков и вроде бы можно было вздохнуть с облегчением, но вновь неудачная серия и за два тура до конца «Уимблдон» оказался в критическом положении.
В предпоследнем туре удалось вырвать ничью 2:2 в гостях у лидера Лиги 2 «Джиллингема». Этот результат, а также благоприятные исходы некоторых игр конкурентов, к счастью, оставили судьбу «Донс» в их руках. В последнем матче нужно было выиграть дома у «Флитвуд Таун». И спасительный результат был достигнут: победа 2:1, благодаря голу Мидсона с пенальти за 15 минут до конца, и «Уимблдон» занимает 20-е место с 53 очками. Этот невероятно сложный сезон закончился благополучно, а Нил Ардли стал героем клуба уже в качестве тренера.
Сезон 2015/16 был пятым сезоном подряд в Лиге 2, в которой «Уимблдон» принимал участие. Несмотря на неудачное начало сезона, концовку АФК «Уимблдон» провёл весьма успешно, выиграв 7 из последних 10 матчей. Таким образом, впервые в своей истории клуб занял седьмое место в Лиге Два и попал в зону плей-офф турнира за право выхода в Лигу Один. В 1/2 плей-офф по сумме двух матчей со счётом 3:2 был обыгран клуб «Аккрингтон Стэнли». Эта победа позволила клубу выйти в финал плей-офф и сыграть на стадионе Уэмбли против ФК «Плимут Аргайл».
Финальный матч на стадионе Уэмбли в Лондоне прошёл 30 мая 2016 года, спустя ровно 14 лет со до дня основания клуба. В свой 14-летний день рождения перед аудиторией в 57,956 болельщиков АФК «Уимблдон» в конечном итоге одержал победу со счётом 2:0 над «Плимутом» и впервые в своей истории вышел в Лигу 1.
В сезоне 2021/2022 года команда вместе с «Джиллингемом», «Донкастер Роверс» и «Кру Александра» выбыла в Лигу 2.

## Собственность и юридический статус
Клуб является собственностью организации болельщиков «The Dons Trust», которая обещает сохранять 75 % собственности.
В 2003 году некоторая часть была продана в виде акций, чтобы финансировать покупку стадиона «Кингсмедоу», который «АФК Уимблдон» нынче делит с клубом «Кингстониан».

## Юношеский и женский футбол
«АФК Уимблдон» делает большой акцент на своей роли, как социально важного объекта сообщества, и частью этой роли является предоставление возможности играть в футбол всем.
Клуб имеет юношеские команды всех возрастов от 7 до 19 лет, а также женскую команду «АФК Уимблдон». Женская команда прежде была сформирована под крылом старого клуба, но после вышеописанных событий присоединилась к «АФК Уимблдону» в 2003 году.

## Стадион
«АФК Уимблдон» выступал на небольшом стадионе «Кингсмедоу» в районе Южного Лондона Кингстон-апон-Темс до декабря 2020 года. На этом стадионе играет также команда «Кингстониан».
В декабре 2020 года «АФК Уимблдон» переехал в соседний Мертон, где раньше играл и базировался старый ФК Уимблдон, из-за это новый стадион тоже получил старое название — «Плау Лейн».

## Символика

### Цвета
«АФК Уимблдон» взял сине-жёлтые цвета, под которыми «Уимблдон» провёл лучший период своей истории и стал знаменитым (с 1981 года).

### Эмблема
Эмблема «АФК Уимблдона» основана на гербе муниципального округа Уимблдон, которым он являлся до 1966 года, затем войдя в состав района Мертон. Главным отличительным знаком герба является двуглавый орёл. Игроки «Уимблдона» носили подобную эмблему на своих футболках до выборов в Футбольную Лигу в 1978 году.

### Форма

#### Домашняя
| 2010 — 2012 | 2012 — 2014 | 2014 — 2016 | 2016 — 2018 | 2018 — 2020 | 2020 — 2022 | 2022/23 |

#### Гостевая
| 2010 — 2012 | 2012 — 2014 | 2014 — 2016 | 2016 — 2018 | 2018 — 2020 | 2020 — 2022 | 2022/23 |

#### Резервная
| 2010 — 2013 | 2014/15 | 2015/16 | 2016/17 | 2017 — 2019 | 2019 — 2021 | 2021/22 | 2022/23 |

Источники:,

### Экипировка и спонсоры
Спонсором «АФК Уимблдона» является компания «Sports Interactive», создавшая популярную серию «Football Manager». Логотип фирмы появился на футболках клуба в 2002 году.
Генеральный директор «Sports Interactive» Майлс Якобсон говорит: «Мы большие поклонники „настоящего“ футбола. Большинство из нас играет в футбол на некотором уровне (что касается меня — на низком уровне).»
Идея спонсорства «Уимблдона» возникла у Ника Робинсона, который работал в компании «Eidos», тогдашнего издателя «Sports Interactive». Однако «Eidos» не хотел тратить свои средства и «Sports Interactive» нашёл их самостоятельно.
| Период     | Производитель      | Титульный спонсор    |
| ---------- | ------------------ | -------------------- |
| 2002       | Umbro              | Championship Manager |
| 2002—2012  | Tempest Sports     | Sports Interactive   |
| 2012—2014  | Tempest Sports     | Football Manager     |
| 2014—2018  | Admiral Sportswear | Football Manager     |
| 2018—2022  | Puma               | Football Manager     |
| 2022—н. в. | Hummel             | Football Manager     |

## Бывшие игроки
Как часть кампании по сохранению истории «Уимблдона», была создана Ассоциация Бывших Игроков Уимблдона (WOPA), сформированная в 2005 году. Членство в этой организации открыто для всех игроков «Уимблдона» и «АФК Уимблдона».
Среди шестидесяти основателей были легенды «Уимблдона»: Джон Фашану, Винни Джонс, Нил Салливан, Деннис Уайз, Дэйв Бизант, Уолли Даунесс, Маркус Гэйл, Нил Ардли, Алан Кимбл, Энди Торн, Роджер Джозеф, Дикки Гай, Ален Батсфорд, Ян Кук, Рой Лоу, Стив Галлерс, Дин Холдсуорт и многие другие.
Количество участников постоянно увеличивается.

## Игрок года
Голосование проходит среди болельщиков АФК «Уимблдона» во время последней игры сезона.
Список лауреатов:
| Сезон   | Победитель      |
| ------- | --------------- |
| 2002/03 | Ли Сидуэлл      |
| 2003/04 | Мэтт Эверард    |
| 2004/05 | Ричард Батлер   |
| 2005/06 | Энди Литтл      |
| 2006/07 | Энтони Ховард   |
| 2007/08 | Джейсон Гудлифф |
| 2008/09 | Бен Джадж       |
| 2009/10 | Денни Кедуэлл   |
| 2010/11 | Сэм Хаттон      |

## Главные тренеры
Показаны тренеры «АФК Уимблдона». Список главных тренеров «Уимблдона» здесь — Уимблдон (футбольный клуб, 1889)#Главные тренеры.
| Период       | Главный тренер |
| ------------ | -------------- |
| 2002—2004    | Терри Ирнс     |
| 2004—2007    | Дэйв Андерсон  |
| 2007—2012    | Терри Браун    |
| 2012—2018    | Нил Ардли      |
| 2018         | Саймон Бэсси   |
| 2018—2019    | Уолли Даунс    |
| 2019—2021    | Глин Ходжес    |
| 2021 — н. в. | Марк Робинсон  |

## Достижения
После переезда «Уимблдона» в Милтон Кинс и последовавшего создания на его базе клуба «МК Донс», был поднят вопрос о законном доме всех трофеев, завоёванных «Уимблдоном». Болельщики утверждали, что достижения клуба принадлежат сообществу Уимблдона и должны быть возвращены в местный район. «АФК Уимблдон» считает, что достижения «Уимблдона» принадлежат болельщикам, что иллюстрирует утверждение на официальном сайте клуба:
Болельщики «АФК Уимблдона» считают, что наш клуб является продолжателем и носителем духа клуба, который был сформирован как «Уимблдон Олд Централ» в 1889 году и жил в «Уимблдоне» до мая 2002 года. Мы полагаем, что футбольный клуб – это не просто юридическое лицо, которое контролирует клуб, но и сообщество, созданное болельщиками и игроками, ведомое общими целями. Поэтому мы воспроизводим достижения, выигранные клубом. Это «наш» клуб, в «нашем» сообществе.
В октябре 2006 было заключено соглашение между клубом «Милтон-Кинс Донс», Ассоциацией болельщиков «МК Донс», Независимой Ассоциацией Болельщиков Уимблдона (WISA) и Футбольной Федерации Болельщиков. Копия Кубка Англии плюс все трофеи клуба под именем «Уимблдон» должны быть возвращены в муниципальный округ Мертон в Южном Лондоне, куда относится микрорайон Уимблдон. Право собственности на торговую марку «ФК Уимблдон» и доменные имена веб-сайтов относящиеся к «Уимблдону» также переданы в Мертон. Было достигнуто соглашение, что все достижения клуба «Милтон-Кинс Донс» должны упоминаться только с 7 августа 2004 года, даты первого матча клуба под именем «Милтон-Кинс Донс». Как результат соглашения, Федерация Болельщиков заявила, что отныне болельщикам «МК Донс» будет разрешено становиться членами федерации, и будет отменён бойкот болельщиками других клубов матчей «МК Донс». Все трофеи «Уимблдона» были возвращены в Мертон 2 августа 2007 года.

### Список достижений
Показаны достижения «АФК Уимблдона». Список достижений «Уимблдона» здесь — Уимблдон (футбольный клуб, 1889)#Достижения.
- Футбольная Конференция
  - Национальная Конференция
    - Победитель плей-офф: 2010/11
    - 2-е место: 2010/11

  - Южная Конференция
    - Победитель: 2008/09
- Истминская Лига
  - Истминская Лига (Высший Дивизион)
    - Победитель плей-офф: 2007/08

  - Истминская Лига (1 Дивизион)
    - Победитель: 2004/05
- Лига Combined Counties
  - Победитель: 2003/04
- Лига Combined Counties Premier Challenge Cup
  - Победитель: 2003/04
- Surrey Senior Cup
  - Победитель: 2004/05
  - Финалист: 2005/06
- Supporters Direct Cup
  - Победитель (3): 2002/03, 2005/06, 2009/10
  - Финалист (2): 2004/05, 2006/07